# Somiedo
Somiedo – gmina w Hiszpanii, w prowincji Asturia, w Asturii, o powierzchni 290,1 km². W 2011 roku gmina liczyła 1354 mieszkańców.